# 33400 Laurapierson
33400 Laurapierson este o planetă minoră (asteroid), cu un diametru de 3,906 km, din centura de asteroizi. A fost descoperită pe 10 februarie 1999 la Experimental Test Site⁠(d) de Lincoln Near-Earth Asteroid Research. 
Obiectul prezintă o orbită caracterizată de o semiaxă mare de 2,7932006 UAi, o excentricitate de 0,06, o înclinație de 7,45254 ° în raport cu ecliptica.